# Рентгеновская новая

Вид двойной системы с релятивистским объектом (черной дырой или нейтронной звездой) и маломассивной звездой-компаньоном (изображение художника). Приблизительно так должны выглядеть рентгеновские новые в пике яркости.

Рентгеновская новая — это рентгеновская звезда, которая внезапно вспыхивает в каком-либо участке неба, где она раньше не наблюдалась. Её кривая блеска напоминает кривую блеска классической новой. Характерное время возрастания интенсивности излучения — неделя, затем блеск постепенно, примерно за несколько месяцев падает до уровня фона. Открыты фактически с началом исследования неба в рентгеновском диапазоне.
Среди первых широко известных рентгеновских новых можно назвать рентгеновскую новую в созвездии Единорога 1975 г, открытую англо-американской обсерваторией Ariel V (можно отметить, что эта рентгеновская новая наблюдалась также инструментами на советской станции Салют-4. С 1970-х годов открыто до 100 рентгеновских новых. Большое количество рентгеновских новых открыто в том числе и при помощи советских/российских обсерваторий Мир-Квант, Гранат.

## Свойства
Согласно современным представлениям, рентгеновские новые — двойные системы с компактными объектами, нейтронными звёздами или чёрными дырами. Энерговыделение в таких двойных системах происходит в результате аккреции вещества, перетягиваемого со звезды-компаньона, на компактный объект. 
Транзиентный характер рентгеновских новых — результат нестационарной аккреции. Считается, что параметры двойных систем в рентгеновских новых таковы, что основное время аккреционный диск в ней проводит в относительно холодном состоянии и темп аккреции на собственно центральный релятивистский объект (нейтронную звезду или черную дыру) мал. При накоплении необходимого количества вещества в диске происходит его переход в более горячее состояние (так называемая неустойчивость переноса массы в диске (англ. disk transfer instability), также вызывающая неустойчивости карликовых новых , при котором в течение некоторого времени (обычно порядка месяца) двойная система становится мощным источником рентгеновского излучения, вплоть до светимостей 1039 эрг/сек.
Рентгеновские новые являются подклассом двойных систем с релятивистскими объектами, звездой-компаньоном в которой является маломассивная звезда, обычно К-карлик. Ввиду того, что рентгеновские новые являются старыми двойными системами с типичными возрастами в миллиарды лет, они распределены в Галактике так же, как обычные старые звёзды, а следовательно, большая их часть расположена в области балджа нашей Галактики (который приблизительно представляет собой эллипсоид с размером вдоль плоскости Галактики 3-4 кпк, поперёк плоскости галактики 1-2 кпк). В настоящее время эта область неба очень интенсивно просматривается орбитальными обсерваториями RXTE, SWIFT, INTEGRAL.